# 东门站 (哈尔滨)
东门站，位于哈尔滨市香坊区，拉滨铁路经过此站，建于1936年。车站设有到发线7条（含5条正线），设有200×5×0.3m基本站台和中间站台各1座。车站现隶属哈尔滨铁路局哈尔滨车务段，为四等站，主要办理列车作业、专用线和货场的取送车作业，不办理客运。